# Special Guest
Special Guest è un programma di intrattenimento andato in onda su LA7 dal 10 luglio al 7 agosto 2015.
Il programma è andato in onda ogni venerdì in seconda serata e ha trattato la carriera di personaggi famosi del mondo, dello spettacolo e non solo.

## Puntate

### Prima Stagione
| Puntata | Messa in onda  | Ospiti              |
| ------- | -------------- | ------------------- |
| 1       | 10 luglio 2015 | Luciana Littizzetto |
| 2       | 17 luglio 2015 | Checco Zalone       |
| 3       | 23 luglio 2015 | Enrico Brignano     |
| 4       | 31 luglio 2015 | Luca e Paolo        |
| 5       | 7 agosto 2015  | Fabio Volo          |